# 十巻本歌合

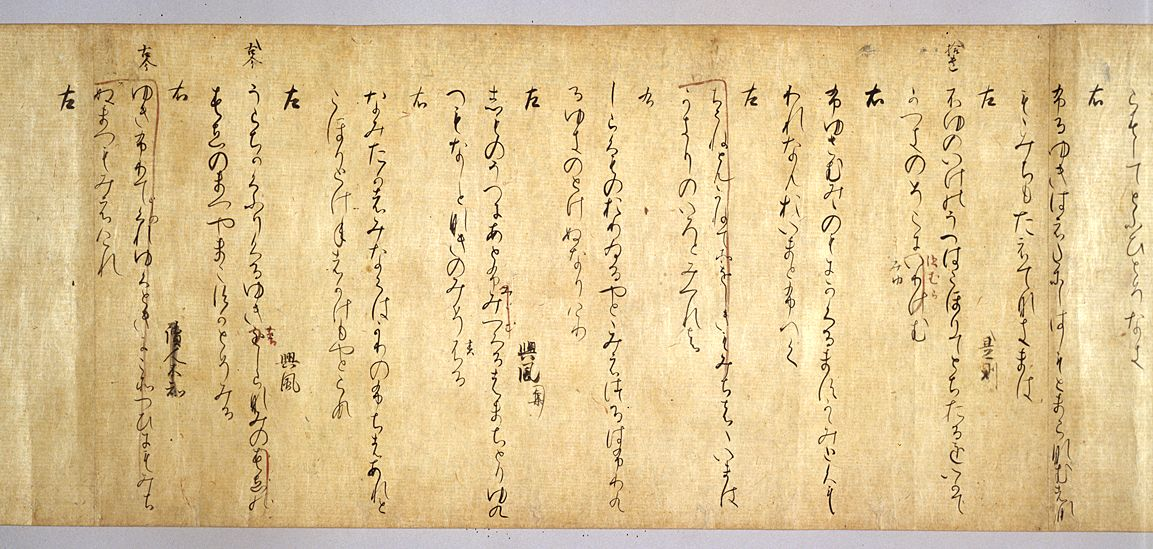
寛平御時后宮歌合（部分）（東京国立博物館）

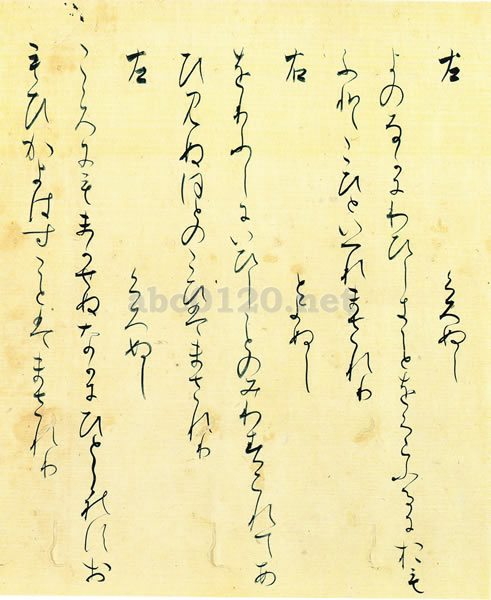
歌合巻第六（部分）（陽明文庫）

十巻本歌合（じっかんぼんうたあわせ）は、平安時代中期に編纂された、日本最初の歌合集成。仁和年間から天喜4年に至る約170年間の46度の歌合を収める。企画は藤原頼通で、源経信が編纂に関わったか。全46度の歌合のうち、38が完存、6が部分的に残り、2が散逸した。前田育徳会（巻第一・二・三・八及び巻第十の内9度（国宝））、陽明文庫（巻第六（国宝）、総目録（重要文化財）、巻第十の内1度）、東京国立博物館（寛平御時后宮歌合（国宝））ほか諸家に分蔵。現存するのは草稿本であり、未完に終わったと見られる。目録内題は歌合。また伝宗尊親王筆歌合巻、類聚歌合十巻本、十巻本などとも呼ばれる。

## 概要

### 成立
十巻本歌合の編纂に関する資料は残っていないが、以下に列挙した事実により、11世紀後半藤原頼通家で編纂されたもので、最終的な監修者の一人が源経信であり、未完に終わったと見られる。
- 収録歌合の内、最も新しいのは天喜4年(1056)4月30日の皇后宮春秋歌合

→ 1056年が成立上限
- 歴代主催の内裏歌合を2度以上列記する場合、「已上寛平」「已上村上」「已上花山院」と区切るが、後冷泉天皇の2度の内裏歌合にはその注記が落ちていることから、後冷泉期の事業であると推定される

→ 後冷泉天皇崩御の1068年が成立下限1
- 藤原頼通を「殿」、藤原道長を「故殿」と称する。また類聚歌合の前身である和歌合抄の企画目録に、当十巻本を指して「宇治殿本」と呼ぶ

→ 藤原頼通の企画であり、頼通没の1074年が成立下限2。
- 当歌合巻には十数種の筆跡が認められるが、その中に平安時代中期の高野切第一種・第二種の系統の筆跡がある。また書式の統一や割付の付加など編集の最終段階の筆跡に源経信のものが見られる。

→ 平安中期成立という時代推定の裏付け。また最終的な監修者として源経信が関わるか。
- 現存本は浄書本作成のための補修校訂の書き込まれた草稿本

→ 浄書完成には至らなかった模様。後冷泉崩御または頼通薨去による途絶か。
なお小松茂美は、編集の最初期から最終期に至るまで書写、校訂、編集、本文の制定作業に最も多く関わった最重要人物の筆跡（甲種筆跡）について、具平親王の子で頼通の猶子源師房のものではないかという説を唱えた。

### 構成
仁和年間の行われた民部卿家歌合から、天喜四年四月三十日皇后宮春秋歌合までの46度の歌合を、主催者の身分によって分類排列、十巻に分けている。
| 巻    | 主催者                       | 主催歌合数 |
| ----- | ---------------------------- | ---------- |
| 1,2,3 | 内裏、仙洞                   | 15度       |
| 4,5   | 后宮、女院、准三后           | 5度        |
| 6,7   | 女御、御息所、内親王、女王家 | 7度        |
| 8,9   | 親王、王孫、大臣、納言家     | 9度        |
| 10    | 雲客、士大夫、地下人、女宅   | 10度       |

### 意義
日本初の類聚歌合にして、収録歌合46度のうち6度が孤本、類聚歌合（二十巻本）と重複するものも別本文、さらに草稿本であるため編集過程が明らかで、日本文学史の観点からの資料的価値は大きい。また、十数種の筆跡をもち古筆の観点からも資料価値は高く、名筆であり美術的価値も高い。

### 研究史
従来、伝宗尊親王筆の極札を付して手鑑の巻末に収める定めとなっていたが、筆跡などから田中親美が藤原時代の書であると指摘、萩谷朴が類聚歌合とともに当歌合巻の目録を発見し、その実態が明らかとなった。